# Publicist
Publicist je oseba, ki se ukvarja s politično, družbeno, knjižno, kulturno znanstveno in drugo publicistiko. Publicistika (lat. publice: javno) je dejavnost, tesno povezana z novinarstvom, saj gre za pisanje in objavljanje besedil o pomembnih in aktualnih temah za tisk, radio, televizijo, splet ali knjige, ki pa so obravnavane bolj poglobljeno in analitično, v njih so dovoljeni tudi avtorjeva osebna angažiranost, interpretacija in sklep. V novinarski teoriji se publicistika šteje za eno od zvrsti, katere temeljne značilnosti so aktualnost, publiciteta, prepričevalnost, zajema pa javna besedila oz. besedila množičnih občil, ki imajo značilnost znanstvenih oz. poljudnoznanstvenih pozvrsti (objektivnost, nezaznamovanost besedja) ali umetnostnih zvrsti (čustvenost, raba tropov in figur). S publicistiko se ukvarjajo številni novinarji.